# گیتی فروهر
گیتی فروهر  با نام دوشیزگی فاطمه حسین‌ملا (زاده ۱۳۰۵ – درگذشته ۱۳۷۷) بازیگر سینمای اهل ایران بود. وی توسط همسرش، جهانگیر فروهر وارد دنیای تئاتر و نمایش شد. اولین حضورش به عنوان بازیگر در تئاتر اصفهان بود. سپس در سال ۱۳۴۳ با حضور در فیلم چهار تا شیطون به کارگردانی حسین مدنی وارد عالم سینما شد.
آخرین حضور او در سینما در سال ۱۳۷۶ در فیلم جهان پهلوان تختی به کارگردانی بهروز افخمی بود (نام وی در تیتراژ فیلم به اشتباه فرنگیس فروهر درج شده بود).

## بازیگر
- جهان پهلوان تختی (۱۳۷۶)
- دو نیمه سیب (۱۳۷۰)
- مهاجران (۱۳۶۹)
- طلوع انفجار (۱۳۵۹)
- امشب اشکی می‌ریزد (۱۳۵۷)
- پرستش (۱۳۵۷)
- تازه عروس (۱۳۵۶)
- جانی و تپل (۱۳۵۶)
- در امتداد شب (۱۳۵۶)
- در شهر خبری نیست (۱۳۵۶)
- دو کله‌شق (۱۳۵۶)
- سرباز (۱۳۵۶)
- غربتی‌ها (۱۳۵۶)
- فریاد زیر آب (۱۳۵۶)
- هم‌کلاس (۱۳۵۶)
- واسطه‌ها (۱۳۵۶)
- بت (۱۳۵۵)
- پاک‌باخته (۱۳۵۵)
- تنهایی (۱۳۵۵)
- دلقک (۱۳۵۵)
- سه نفر روی خط (۱۳۵۵)
- سیاه‌بخت (۱۳۵۵)
- میهمان (۱۳۵۵)
- ولی نعمت (۱۳۵۵)
- آلوده (۱۳۵۴)
- انگشت‌نما (۱۳۵۴)
- جنجال (۱۳۵۴)
- ذبیح (۱۳۵۴)
- عبور از مرز زندگی (۱۳۵۴)
- مرد شرقی و زن فرنگی (۱۳۵۴)
- ممل آمریکایی (۱۳۵۴)
- ابرمرد (۱۳۵۳)
- جوجه فکلی (۱۳۵۳)
- دکتر و رقاصه (۱۳۵۳)
- قفس (۱۳۵۳)
- ناجورها (۱۳۵۳)
- بندری (۱۳۵۲)
- بیگانه (۱۳۵۲)
- پریزاد (۱۳۵۲)
- پسرخوانده (۱۳۵۲)
- خاک (۱۳۵۲)
- دشمن (۱۳۵۲)
- زنجیری (۱۳۵۲)
- سالومه (۱۳۵۲)
- علی کنکوری (۱۳۵۲)
- غول (۱۳۵۲)
- قصه شب (۱۳۵۲)
- قصه ماهان (۱۳۵۲)
- معشوقه (۱۳۵۲)
- نامحرم (۱۳۵۲)
- هفت دلاور (۱۳۵۲)
- احمد چوپان (۱۳۵۱)
- پدر که ناخلف افتد (۱۳۵۱)
- توبه (۱۳۵۱)
- دشنه (۱۳۵۱)
- ضعیفه (۱۳۵۱)
- صادق کرده (۱۳۵۱)
- قایقرانان (۱۳۵۱)
- مردی در طوفان (۱۳۵۱)
- مطرب (۱۳۵۱)
- میخک سفید (۱۳۵۱)
- ایوب (۱۳۵۰)
- بده در راه خدا (۱۳۵۰)
- پهلوان در قرن اتم (۱۳۵۰)
- رسوای عشق (۱۳۵۰)
- زیر بازارچه (۱۳۵۰)
- مبارزه با شیطان (۱۳۵۰)
- درختان ایستاده می‌میرند (۱۳۵۰)
- مرد هزار لبخند (۱۳۵۰)
- یک مرد یک شهر (۱۳۵۰)
- بارگاه شیطان (۱۳۴۹)
- جنجال عروسی (۱۳۴۹)
- سالار مردان (۱۳۴۷)
- شکار شوهر (۱۳۴۷)
- فرجام (۱۳۴۷) - نمایش داده نشد
- شوهرآهو خانم (۱۳۴۷)
- کشتی نوح (۱۳۴۷)
- گردباد زندگی (۱۳۴۷)
- هفت دختر برای هفت پسر (۱۳۴۷)
- سوغات فرنگ (۱۳۴۶)
- علی بابا و چهل دزد (۱۳۴۶)
- ولگردها (۱۳۴۶)
- کلاه نمدی (۱۳۴۵)
- کلید بهشت (۱۳۴۵)
- مراد و لاله (۱۳۴۴)
- یک پارچه آقا (۱۳۴۴)
- چهار تا شیطون (۱۳۴۳)

## تلویزیونی
- مستنطق (۱۳۵۶) عباس جوانمرد،شاپور قریب پخش نشده
- افسانه‌های کهن ایرانی (۱۳۵۷) مروا نبیلی
- درخت دوستی(۱۳۶۶) سعید خاکسار
- این خانه دور است (۱۳۷۰) مسعود رسام،بیژن بیرنگ